# احمدنگر
احمدنَگر (مرآتی: अहमदनगर، اردو: احمد نگر، انگلیسی: Ahmednagar) شهری در ایالت ماهاراشترا در غرب کشور هند است. این شهر در امتداد رودخانه سینا و در ۲۱۰ کیلومتری کلان‌شهر بمبئی واقع است. این شهر ۱۲۰ کیلومتر با شهر پونه و همچنین ۱۲۰ کیلومتر با اورنگ‌آباد فاصله دارد.
این شهر از طریق جاده و راه‌آهن به بمبئی، پونه و سولاپور متصل است.

## تاریخچه

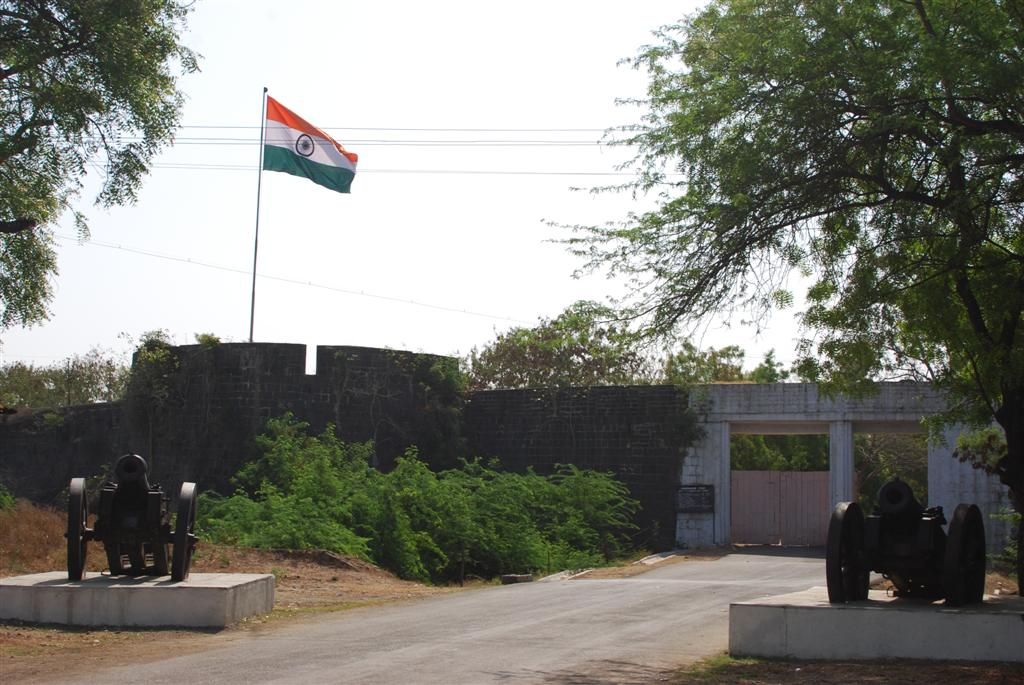
ورودی قلعه احمدنگر

احمد نگر به نام «بینار» در اوایل دوران واداوا شناخته می‌شود. این شهر توسط ملک احمد نظام شاه، مؤسس سلسله احمدنگر، در سال ۱۴۹۰ م فتح شد و بعدها به تصرف حکومت‌های سلسله‌های مراتا، گورکانیان و بریتانیا درآمد.

## مکان‌های دیدنی

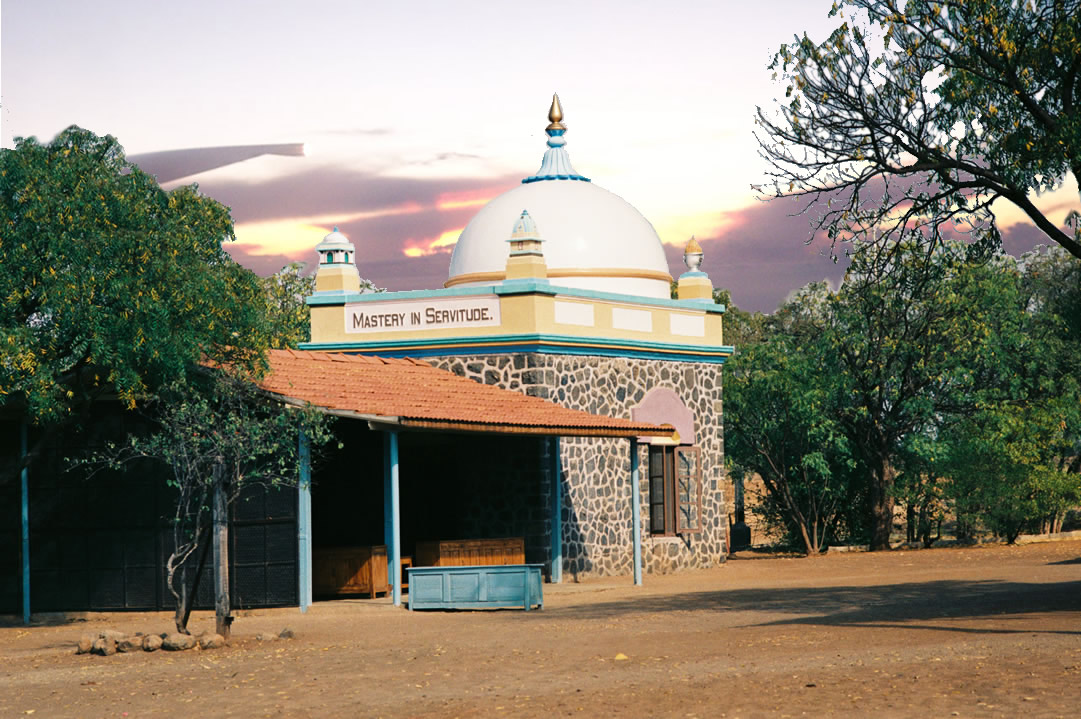
سامادی یا مقبره مهربابا

قلعه احمد نظام شاه که در آن‌جا جواهر لعل نهرو در دهه ۱۹۴۰ توسط انگلیسی‌ها زندانی بود و کاخ و باغهای گورکانی یا مغولی از بهترین مکان‌های تاریخی و دیدنی این شهر هستند. همچنین مقبره مهربابا که آن را «مهرآباد» می‌نامید در این شهر است.